# 金子登 (ユーモア)
金子 登（かねこ のぼる、1907年2月11日 - 1989年7月30日）は放送作家、ユーモア研究者。

## 経歴
東京・芝に生まれる。明治学院大学文芸部卒業。
戦前は新興キネマ、国際文化振興会等に所属。戦後米国大使館などの勤務を経て、放送作家として独立。ラジオでの作品に「時の神の戯れ」「ほのぼの人生」など。
また、ユーモア関係の著書も多く、落語から西洋の古典まであらゆる古今東西のユーモア文学に通暁する。

## 著書
- 靴をぬいだ小娘 : 中国小咄 金子登 著 美和書院 1956
- 冗句辞典 : 鉄のカーテン 金子登 編著 鏡浦書房 1958
- 性における笑いの研究 : 西と東の風流ばなし 金子登 著 光文社 1959 (カッパ・ブックス)
- 風流中国夜話 金子登 著 高文社 1959
- Old Japanese humor, retold by Norbert N. Kaneko. Illustrated by Kaoru Akiyoshi Tokyo News Service 1959
- ねエ先生 : 性についてのゼミナール 金子登 著 光書房 1959
- 不安からの解放 : 世界の小咄にみる欲求不満の分析 金子登 著 講談社 1961 (ミリオン・ブックス)
- ことばの知恵 金子登 著 河出書房新社 1961
- 世界セクソロジー全集 第3 性のユーモア 金子登 著 新流社 1961
- ことばのつくり方 : 人の心に食い入る魅惑術 金子登 著 青春出版社 1963 (青春新書)
- ユーモア辞典 金子登 著 青蛙房 1963
- ユーモアのすすめ 金子登 著 サンケイ新聞出版局 1964 (ヒット・ブックス)
- いたずらのすすめ : 職場を楽しくする法 金子登 著 ダイヤモンド社 1964
- おいろけと笑い 金子登 著 新流社 1965
- どたん場を切りぬけるウイット読本 : ビジネスマンのために 金子登 著 日本経営出版会 1966
- ホラ吹き知恵くらべ : 世界ホラ・チャンピオン決定戦 金子登 著 青春出版社 1966 (プレイブックス)
- 息ぬきのすすめ : 職場で楽しむ法 金子登 著 ダイヤモンド社 1967
- 殺し文句 : 人の心を動かす その実例と使い方 金子登 著 ベストセラーズ 1969 (ベストセラーシリーズ)
- 笑いの実験室 : あなたもユーモア人間になれる 金子登 著 ダイヤモンド社 1969
- 愛のからくり : 誘いと逃げの<いき>のテクニック 金子登 著 毎日新聞社 1969
- 殺人アイデア入門 : 高級な知恵の遊び 金子登 著 ベストセラーズ 1970 (ベストセラーシリーズ)
- 冗談がいっぱいの本 金子登 著 荒地出版社 1971
- 老人嘆き節 金子登 著 現代企画室 1974 (Gendai books)
- 性釈日本昔話集 : エロスの根っこを掘る 金子登 著 波書房 1975
- 怪異こばなし集 : ジョーク・オカルトの世界 金子登 著 高文社 1975
- 男のユーモア119の話術 : もう一つの深呼吸をするために 金子登 著 ロングセラーズ 1975 (ムックの本)
- 殺人博士 : 推理小説が楽しくなる 金子登 著 ベストセラーズ 1976 (ワニの豆本)
- ユーモア大辞典 上下 金子登 著 講談社 1978 (講談社文庫)
- 男の雑学・わい学クロスワード47 : スーパー・パズルで楽しむ愛と性とユーモア 金子登 著 ロングセラーズ 1979 (ムックの本)
- 笑いの人間学 : ユーモア学のすすめ 金子登 著 講談社 1980
- 男の気になる精神構造学 : コンプレックスなんか吹きとばせ! 金子登 著 ロングセラーズ 1980 (ムックの本)
- ロシアを笑いとばそう : 鉄のカーテン・チクリチクリ集 金子登 著 ダイヤモンド社 1981
- 咄嗟のいたずら110 : 職場と人生を12倍明るくするユーモア 金子登 著 オハヨー出版 1982
- 殺人博士からの挑戦状 : 完全犯罪のトリックを見破る 金子登 [著] ベストセラーズ 1987 (ワニ文庫)
- お笑い不思議話 金子登 [著] 角川書店 1988 (角川文庫)
- 男のユーモア究極の話術 金子登 著 ロングセラーズ 1994 (ムックの本)
- 男のユーモア話術 金子登 著 ロングセラーズ 2006
- 何だか、つかえる昭和のユーモア話術 金子登 著 ロングセラーズ 2016

## 翻訳
- チャーチル・ウィット アダム・サイクス, アイエン・スプロート 編,金子登 訳 ダイヤモンド社 1965
- ケネディ・ウィット ビル・アドラー 編,金子登 訳 ダイヤモンド社 1965